# Miliés (ort i Grekland)
Miliés är en ort i Grekland.   Den ligger i prefekturen Nomós Ártas och regionen Epirus, i den centrala delen av landet, 250 km nordväst om huvudstaden Aten. Miliés ligger 501 meter över havet och antalet invånare är 168.
Terrängen runt Miliés är bergig österut, men västerut är den kuperad. Miliés ligger nere i en dal. Runt Miliés är det glesbefolkat, med 9 invånare per kvadratkilometer. Närmaste större samhälle är Raptópoulon, 15,5 km sydost om Miliés. 